# Meleci (Metaxakis)
Immanuel Metaxakis (grec: Εμμανουήλ Μεταξάκης) va ser Patriarca de Constantinoble de l'any 1921 al 1923 amb el nom de Meleci IV de Constantinoble, i patriarca d'Alexandria de l'any 1926 al 1935, quan va morir, portant el nom de Meleci II d'Alexandria.
Va néixer l'any 1871 a Creta i va estudiar a Jerusalem l'any 1889. Allà va rebre la tonsura, va ser ordenat diaca i va rebre el nom de Meleci. Acabats els estudis va ser secretari del Sant Sínode de Jerusalem i va estar al servei de Damià, el patriarca de Jerusalem l'any 1900.
Meleci va ser expulsat de Terra Santa pel mateix Damià juntament amb l'administrador Crisòstom, que després també va ser arquebisbe d'Atenes, l'any 1908. Els va acusar de dur a terme «activitats contra el Sant Sepulcre». Meleci va ser elegit bisbe metropolità de Kition, a Xipre, el 1910. En el període anterior a la guerra greco-turca, Meleci va iniciar converses amb representants de l'Església Ortodoxa a Amèrica per tal d'ampliar les relacions entre les dues esglésies.
Quan va morir el patriarca Joaquim III, Meleci va ser un dels candidats a substituir-lo, però el Sant Sínode no el va trobar idoni. El 1918, recolzat pels seus partidaris, va ser nomenat arquebisbe d'Atenes sota el nom de Meleci III dignitat que va ocupar fins al 1920, quan el rei Constantí I de Grècia el va destituir al recuperar el tron quan va perdre les eleccions Elevthérios Venizelos.
Després de la mort de Germà V el 1918, per motius externs al Patriarcat, no es va procedir a l'elecció d'un nou patriarca fins al 1921. Meleci va ser elegit el 8 de desembre de 1921, quan es trobava als Estats Units d'Amèrica, i va arribar a Turquia el 24 de gener de 1922.
Durant el seu patriarcat es va emancipar l'Església Ortodoxa Sèrbia. L'abril de 1922 va fundar el càrrec de metropolità de Tiatira, i el va convertir en un exarcat de l'Europa occidental i central, i aquell mateix any va constituir l'arxidiòcesi d'Amèrica del Nord i del Sud. També el 1922, Meleci va ser declarat doctor honoris causa en teologia per la Universitat d'Oxford. L'any 1923, entre els mesos de maig i juny, va convocar un Concili Panortodox per revisar el calendari julià que encara usava l'Església Ortodoxa i per tractar d diverses situacions concretes, com el casament dels diaques i sacerdots després de la seva ordenació i la celebració del 1600 aniversari del Primer Concili de Nicea l'any 325.
La signatura del Tractat de Lausana després de la guerra greco-turca que va posar fi a l'Imperi Turc l'any 1923, va canviar l'estatus de les Esglésies ortodoxes, i va fer impossible que Meleci seguís en el càrrec de patriarca. El 10 de juliol de 1923 Meleci es va retirar al Mont Atos, i el 20 de setembre va presentar oficialment la seva dimissió, pressionat pels bisbes i els metropolitans.
El 20 de maig de 1926 va ser elegit patriarca d'Alexandria, càrrec que va mantenir fins a la seva mort l'any 1935. Va fundar eparquies a Johannesburg (1928), Sudan, Tunísia, Etiòpia i a altres llocs, i va obrir un seminari l'any 1928, que es va convertir en un gran seminari el 1934. També va fer construir esglésies i va donar suport a obres de caritat. Va morir d'un atac de cor el 28 de juliol de 1935 a Alexandria.